# Nikolaus Lorenz von Puttkamer

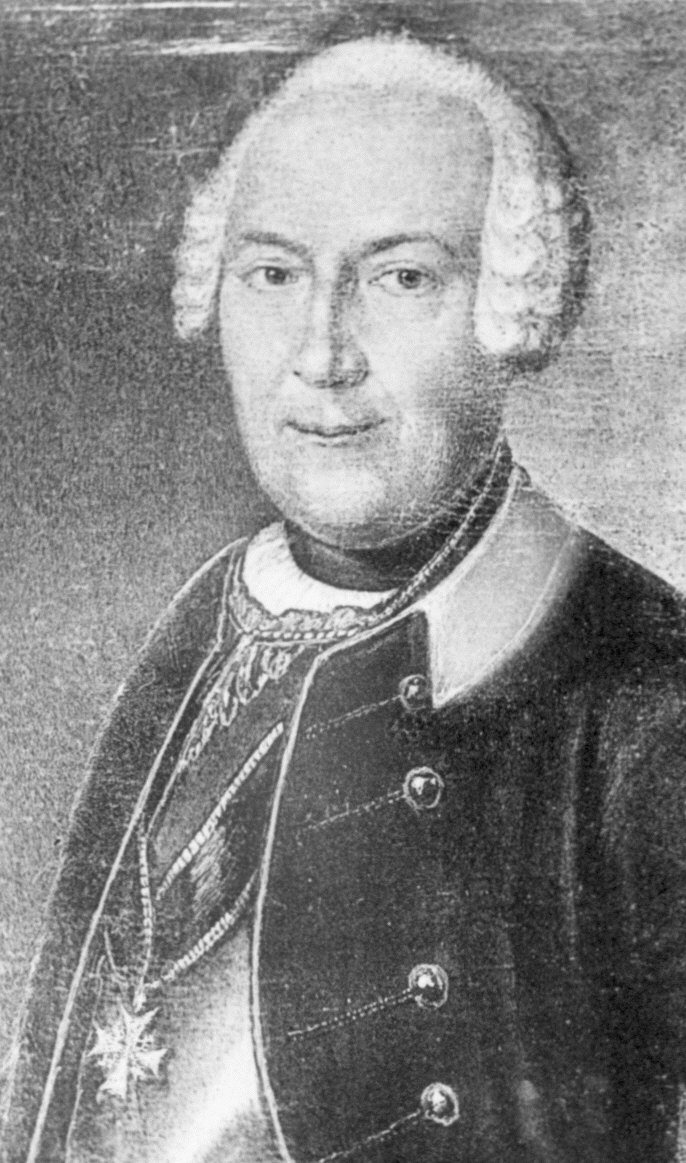
Nikolaus Lorenz von Puttkamer

Nikolaus Lorenz von Puttkamer (* 8. Oktober 1703 in Versin; † 3. Dezember 1782 in Stettin) war ein königlich-preußischer Generalleutnant.

## Familie
Nikolaus Lorenz von Puttkamer entstammte dem hinterpommerschen Adelsgeschlecht Puttkamer und war das älteste Kind des Gutsherren Andreas Joachim von Puttkamer (* 1665 in Versin; † 1721 in Klein Volz) und dessen Gemahlin Margarethe Dorothee geborener von Below (* 1684 in Klein Machmin; † 1755 in Versin). Der Vater besaß die Güter Versin und Viartlum mit Anteilen an Reinwasser und Vorwerk Dulzig. Nikolaus Lorenz von Puttkamer hatte sieben Schwestern und drei Brüder, wovon ein Bruder und vier Schwestern sehr jung verstarben. Sein jüngerer Bruder Georg Ludwig von Puttkamer stieg in der Preußischen Armee bis zum Generalmajor auf.
Er war zweimal verheiratet, in erster Ehe mit Crescentia Sibylla Harsdörffer von Bernbach und in zweiter Ehe mit Dorothee Elisabeth von Laurens. Aus der ersten Ehe hatte Puttkamer eine Tochter, die im Jahre 1752 verstarb.

## Leben und militärischer Werdegang
Puttkamer wurde zunächst von einem Hauslehrer unterrichtet und dann an das renommierte Joachimsthalsche Gymnasium nach Berlin überstellt. Sein Vater wollte ihn optimal für eine spätere zivile Karriere ausbilden lassen, aber er schrieb später in einem Brief: „...der schöne Trieb zum Studieren erlosch, der Soldaten Geist erwachte“. Mit siebzehn Jahren trat Nikolaus Lorenz als Fahnenjunker in die Preußische Armee ein. Mit zwanzig Jahren wurde Puttkamer zum Leutnant befördert. In den Jahren von 1733 bis 1736 war er im Range eines Stabskapitäns als Werbeoffizier im Reich tätig; über diese Zeit schrieb Nikolaus Lorenz von Puttkamer im Alter:

„… ich muß sagen, daß obige drey Jahre die angenehmsten Zeiten in meinem Leben gewesen, denn ohne die Höfe zu Manheim, Darmstadt, Cassel, München, Stuttgardt, auch alle großen Städte im ganzen Reich zu besuchen, habe ich das Glück gehabt, die damalige Allyrte große Reichs-Armee bestehend aus Oesterreichern, Hannoveranern, Preussen, Sachsen, Dähnen, Hessen, Russen und Reichs-Truppen an dem Rhein gesehen, unter dem Commando des Kayserlichen Feld-Marschalls Prinz Eugen, anderer Generals und großer Leute zu geschweigen, derer ihre Bekanntschaft ich draußen erworben …“

Bei der kämpfenden Truppe nahm er am Ersten und Zweiten Schlesischen Krieg teil. Im Range eines Obristwachtmeisters (Major) erhielt er nach der Schlacht bei Hohenfriedberg im Jahre 1745 das Pour le Mérite. Nach Kriegsende erfolgte im Jahr 1752 seine Beförderung zum Oberst und Puttkamer wurde Kommandeur des Infanterieregiments Nr. 9 (von Bevern) in Stettin. Mit seinem Regiment nahm er am Siebenjährigen Krieg teil und blieb auch nach seiner Beförderung zum Generalmajor dessen Kommandeur. Am 15. Juni wurde er bei Gabel von den Österreichern unter General Macquire eingeschlossen. Es wurde versucht die Stadt zu stürmen was nur Teilweise gelang. Die Verteidiger kapitulierten erst als ihnen die Munition ausging. Aufgrund seiner bei den Kämpfen erhaltenen fünfmaligen Verwundungen (insbesondere in der Schlacht bei Lobositz) musste er im Jahre 1759 seinen Abschied nehmen. Im Jahr 1762 wurde er als Kommandant von Stettin reaktiviert und im Jahre 1767 zum Generalleutnant befördert. Ein endgültiger Abschied von der aktiven Truppe erfolgte nie; mehrere Entlassungsgesuche Puttkamers wurden vom preußischen König abgewiesen.
In seiner späten Lebensphase schrieb Puttkamer über seine Soldatenzeit:

„… und sonsten habe ich mich in meinem übrigen Lebenswandel gegen meine Vorgesetzten jederzeit überaus ehrbietig, und gegen meines gleichen allemahl freundschaftlich bewiesen, meine Untergebenen aber, wußte ich zu ihrer Schuldigkeit, und in gehöriger Manneszucht zu halten, welche zwar allemahl mehr die Gelindigkeit, als Schärfe zum Grunde gehabt, doch aber ohne mir etwas an der Achtung und deren Rechten zu vergeben, so man meinem Stande schuldig gewesen, als worauf ich jederzeit sorgfältig und mit Nachdruck bedacht gewesen.“

Am 2. Mai 1769 wurde Nikolaus Lorenz von Puttkamer der Ehrentitel eines Drosten von Ravensberg (Westfalen) verliehen.

## Güterbesitz
Ursprünglich besaß Puttkamer zusammen mit seinen drei überlebenden Brüdern das Gut Versin und Anteile am Gut Reinwasser; Nikolaus Lorenz und sein ebenfalls im Militärdienst stehender Bruder Georg Ludwig überließen aber ihre Anteile ihrem mittleren Bruder Franz Joachim.